# باشگاه فوتبال رامزگیت
باشگاه فوتبال رامزگیت (به انگلیسی: Ramsgate Football Club) یک باشگاه فوتبال در شهر رامزگیت، کشور انگلستان است که در سال ۱۹۴۵ میلادی تأسیس شده‌است.